# Moriaki Watanabe
Moriaki Watanabe (jap. 渡邊 守章, Watanabe Moriaki; * 20. März 1933 in Tokio; † 11. April 2021 ebenda) war ein japanischer Spezialist für Theater und Französische Literatur. Als solcher übersetzte er Lyrik aus dem Symbolismus und inszenierte übersetzte Theaterstücke. 2006 erhielt er den Mainichi-Kulturpreis in der Kategorie Literatur und Kunst für seine Übersetzung von Paul Claudels Werk Le soulier de satin. Watanabe war außerdem bekannt durch seine Interviews mit Michel Foucault.

## Veröffentlichungen
- Engeki to wa nani ka (Kōdansha gakujutsu bunko). Kodansha, 1990. 347 Seiten. ISBN 978-4-06-158923-0
- Engekiteki yokubō ni tsuite: Koe kotoba sugata. Chikuma Shobo; Shohan-Edition, 1987. 318 Seiten. ISBN 978-4-480-82226-0
- Engisuru toshi (Porifoni bukkusu). Heibonsha; Shohan-Edition, 1986. 186 Seiten. ISBN 978-4-582-74502-3